# Music from the Body
Albums par Roger Waters
The Pros and Cons of Hitch Hiking
(1984)
Music from the Body est un album de Roger Waters et Ron Geesin sorti en 1970.

## Histoire
Music from the Body est la bande originale de The Body, un documentaire britannique sur le corps humain réalisé par Roy Battersby, et raconté par Frank Finlay et Vanessa Redgrave (tous les 3 membres du mouvement trotskiste Workers Revolutionary Party). Le concept du documentaire : faire du corps humain le personnage central d'un long métrage, tout en montrant les dernières découvertes en matière de biologie et d'anatomie. Le disque  constitue la deuxième collaboration entre Geesin et Waters, qui travaillent ensemble la même année sur la longue suite Atom Heart Mother.
Music from the Body est en majeure partie instrumental et emploie des sons corporels (respirations, murmures, cris, rires, flatulence) en plus des instruments de musique conventionnels, annoncée de façon provocatrice par sa première piste Our Song. La dernière chanson, Give Birth to a Smile, est enregistrée avec les musiciens de Pink Floyd, qui ne sont cependant pas crédités sur la pochette.

## Titres

### Face 1
1. Our Song (Geesin, Waters) – 1:34
2. Sea Shell and Stone (Waters) – 2:08
3. Red Stuff Writhe (Geesin) – 1:19
4. A Gentle Breeze Blew Through Life (Geesin) – 1:12
5. Lick Your Partners (Geesin) – 0:35
6. Bridge Passage for Three Plastic Teeth (Geesin) – 0:34
7. Chain Of Life (Waters) – 3:59
8. The Womb Bit (Geesin, Waters) – 2:06
9. Embryo Thought (Geesin) – 0:40
10. March Past Of The Embryos (Geesin) – 1:14
11. More Than Seven Dwarfs in Penis-Land (Geesin) – 2:00
12. Dance of the Red Corpuscles (Geesin) – 2:07

### Face 2
1. Body Transport (Geesin, Waters) – 3:14
2. Hand Dance — Full Evening Dress (Geesin) – 1:04
3. Breathe (Waters) – 2:50
4. Old Folks Ascension (Geesin) – 3:46
5. Bed-Time-Dream-Clime (Geesin) – 2:03
6. Piddle in Perspex (Geesin) – 0:57
7. Embryonic Womb-Walk (Geesin) – 1:21
8. Mrs. Throat Goes Walking (Geesin) – 2:06
9. Sea Shell and Soft Stone (Geesin, Waters) – 1:56
10. Give Birth to a Smile (Waters) – 2:43

## Musiciens
- Roger Waters : basse, guitare, chœurs, vocalisation, effets sonores
- Ron Geesin : guitares acoustique et électrique, banjo, mandoline, orgue Hammond, harmonium, piano, vocalisation, effets sonores
- David Gilmour : guitare sur Give Birth to a Smile non crédité
- Richard Wright : orgue Hammond sur Give Birth to a Smile non crédité
- Nick Mason : batterie sur Give Birth to a Smile non crédité
- Hafliði Hallgrímsson : violoncelle